# فهرست ولایت‌های تاجیکستان بر پایه شاخص توسعه انسانی
در اینجا فهرستی از ولایت‌های تاجیکستان بر پایه شاخص توسعه انسانی براساس آمار سال ۲۰۱۷ گردآوری شده‌است.

## فهرست
| رتبه                    | ولایت                          | شاخص توسعه انسانی (۲۰۱۷) | کشور هم‌تراز            |
| شاخص توسعه انسانی بالا  | شاخص توسعه انسانی بالا         | شاخص توسعه انسانی بالا   | شاخص توسعه انسانی بالا |
| ----------------------- | ------------------------------ | ------------------------ | ---------------------- |
| ۱                       | دوشنبه (شهر پایتخت)            | ۰٫۷۲۶                    | سنت وینسنت و گرنادین‌ها |
| شاخص توسعه انسانی متوسط |                                |                          |                        |
| ۲                       | ایالت خودمختار بدخشان کوهستانی | ۰٫۶۶۸                    | مراکش                  |
| ۳                       | ولایت سغد                      | ۰٫۶۵۷                    | نیکاراگوئه             |
| –                       | تاجیکستان                      | ۰٫۶۵۰                    | گواتمالا               |
| ۴                       | ناحیه‌های تابع جمهوری           | ۰٫۶۴۱                    | هند                    |
| ۵                       | ولایت ختلان                    | ۰٫۶۲۴                    | تیمور شرقی             |